# Haas Automation
Haas Automation – amerykańskie przedsiębiorstwo produkujące obrabiarki dla zastosowań przemysłowych, będące jednym z większych tego typu przedsiębiorstw na świecie.
Spółkę założył Gene Haas w 1983 roku i do dziś pozostaje on jej właścicielem. Firma specjalizuje się w produkcji wielofunkcyjnych centrów obróbkowych sterowanych komputerowo, umożliwiających przeprowadzanie takich operacji jak frezowanie, wiercenie, gwintowanie czy wytaczanie.
Spółka jako sponsor angażuje się w świat wyścigów samochodowych, finansując starty zespołów należących do Gene’a Haasa w seriach NASCAR Cup Series oraz w Formule 1. Od 2002 roku w wyścigach NASCAR startował zespół pod nazwą Haas CNC Racing, od sezonu 2009 przekształcony w Stewart-Haas Racing. W 2011 roku kierowca Tony Stewart wywalczył dla tej ekipy tytuł mistrzowski, a w 2014 roku jego wyczyn powtórzył Kevin Harvick. W Formule 1 od sezonu 2016 rywalizuje tymczasem zespół Haas F1 Team, dla którego najlepszym dotychczas osiągniętym wynikiem jest zajęcie przez Romaina Grosjeana czwartego miejsca w Grand Prix Austrii 2018.